# David Lindstrom
David Edward Lindstrom (Christchurch, 29 de septiembre de 1948) es un deportista neozelandés que compitió en remo. Ganó dos medallas en el Campeonato Mundial de Remo, plata en 1977 y bronce en 1978.

## Palmarés internacional
| Campeonato Mundial | Campeonato Mundial        | Campeonato Mundial | Campeonato Mundial |
| Año                | Lugar                     | Medalla            | Prueba             |
| ------------------ | ------------------------- | ------------------ | ------------------ |
| 1977               | Ámsterdam (Países Bajos)  | Medalla de plata   | Cuatro sin timonel |
| 1978               | Cambridge (Nueva Zelanda) | Medalla de bronce  | Ocho con timonel   |